# Xenambyx lansbergei
Xenambyx lansbergei là một loài bọ cánh cứng trong họ Cerambycidae.